# Convention sur le plateau continental
Convention des Nations unies sur le droit de la mer du 10 décembre 1982

Le plateau continental est en cyan

La Convention sur le plateau continental est un traité international créé pour codifier les règles du droit international relatives aux plateaux continentaux. Le traité, entré en vigueur le 10 juin 1964, a établi les droits d’un État souverain sur le plateau continental qui l’entoure, s’il en existe un. Ce traité était l’un des trois traités convenus lors de la première Convention des Nations Unies sur le droit de la mer (CNUDM I). Il a depuis été remplacé par une convention de codification conclue en 1982 lors de la CNUDM III.
Le traité traitait de sept sujets : le régime des eaux et de l'espace aérien surjacents, la pose ou l'entretien des câbles ou pipelines sous-marins, le régime de la navigation, de la pêche, de la recherche scientifique et de la compétence de l'État côtier dans ces domaines, la délimitation et le creusement de tunnels.

## Contexte historique
La Convention sur le plateau continental a remplacé la pratique antérieure selon laquelle les nations n'avaient souveraineté que sur une bande très étroite de la mer qui les entourait, tout ce qui se trouvait au-delà de cette bande étant considéré comme des eaux internationales. Cette politique a été utilisée jusqu'à ce que le président des États-Unis, Harry S. Truman, proclame que les ressources du plateau continental contigu aux États-Unis appartenaient aux États-Unis par un décret (en anglais : Executive Order) le 28 septembre 1945. De nombreuses autres nations ont rapidement adopté des politiques similaires, la plupart affirmant que leur portion de mer s’étendait soit à 12, soit à 200 milles marins de leurs côtes.

## Droits des États
L’article 1 de la convention définit le terme « plateau continental » en termes d’exploitabilité plutôt que de s’appuyer sur la définition géologique. Elle a défini un plateau continental comme « le lit de la mer et le sous-sol des régions sous-marines adjacentes aux côtes, mais situées en dehors de la mer territoriale, jusqu'à une profondeur de 200 mètres ou, au-delà de cette limite, jusqu'au point où la profondeur des eaux surjacentes permet l'exploitation des ressources naturelles desdites régions » ou « le lit de la mer et le sous-sol des régions sous-marines analogues qui sont adjacentes aux côtes des îles ». 
En plus de décrire ce qui est licite dans les zones du plateau continental, la Convention énnonce également ce qui ne peut pas être fait dans l’article 5. 

## Participants
| État                   | Année de ratification | État              | Année de ratification |
| Albanie                | 1964                  | Maurice           | 1970                  |
| Australie              | 1963                  | Mexique           | 1966                  |
| Biélorussie            | 1961                  | Pays-Bas          | 1966                  |
| Bosnie-Herzégovine     | 1994                  | Nouvelle-Zélande  | 1965                  |
| Bulgarie               | 1962                  | Nigeria           | 1961                  |
| Cambodge               | 1960                  | Norvège           | 1971                  |
| Canada                 | 1970                  | Pologne           | 1962                  |
| Colombie               | 1960                  | Portugal          | 1963                  |
| Costa Rica             | 1972                  | Roumanie          | 1961                  |
| Croatie                | 1992                  | Russie            | 1960                  |
| Chypre                 | 1974                  | Sénégal           | 1961                  |
| République tchèque     | 1993                  | Sierra Leone      | 1966                  |
| Danemark               | 1963                  | Slovaquie         | 1993                  |
| République dominicaine | 1964                  | Îles Salomon      | 1981                  |
| Fidji                  | 1971                  | Afrique du Sud    | 1963                  |
| Finlande               | 1965                  | Espagne           | 1971                  |
| France                 | 1965                  | Swaziland         | 1970                  |
| Grèce                  | 1972                  | Suède             | 1966                  |
| Guatemala              | 1961                  | Suisse            | 1966                  |
| Haïti                  | 1960                  | Thaïlande         | 1968                  |
| Israël                 | 1961                  | Tonga             | 1971                  |
| Jamaïque               | 1965                  | Trinité-et-Tobago | 1968                  |
| Kenya                  | 1969                  | Ouganda           | 1964                  |
| Lettonie               | 1992                  | Ukraine           | 1961                  |
| Lesotho                | 1973                  | Royaume-Uni       | 1964                  |
| Madagascar             | 1962                  | États-Unis        | 1961                  |
| Malawi                 | 1965                  | Venezuela         | 1961                  |
| Malaisie               | 1960                  | Yougoslavie       | 1966                  |
| Malte                  | 1966                  |                   |                       |
|                        |                       |                   |                       |

## CNUDM II et III
En 1960, les Nations Unies ont tenu une autre conférence sur le droit de la mer, la CNUDM II, mais aucun accord n'a été trouvé. Cependant, une autre conférence fut convoquée en 1973 pour traiter de ces questions. La CNUDM III, qui a duré jusqu’en 1982 en raison d’un consensus requis, a ajusté et redéfini de nombreux principes énoncés dans les conventions de la première CNUDM. La nouvelle définition du plateau continental dans la nouvelle Convention a rendu obsolète la Convention de 1958 sur le plateau continental. La principale raison en était les progrès technologiques. 

## Voir également
- Convention sur la mer territoriale et la zone contiguë
- Convention sur la haute mer
- Convention sur la pêche et la conservation des ressources biologiques de la haute mer